# Marvin Wolfgang
Pour les articles homonymes, voir Wolfgang.
Marvin Eugene Wolfgang, né le 14 novembre 1924 à Millersburg en Pennsylvanie et mort le 12 avril 1998 à Philadelphie, est un sociologue et criminologue américain, professeur à l'université de Pennsylvanie à Philadelphie.

## Biographie
Wolfgang est un soldat de la Seconde Guerre mondiale, et participe à la bataille de Monte Cassino. Après la guerre, il étudie à l'Université de Pennsylvanie, où son professeur principal est Thorsten Sellin. À Penn, Wolfgang a obtenu sa maîtrise en 1950 et son doctorat en 1955 en sociologie/criminologie. Jusqu'à sa mort en 1998, il était professeur de criminologie à l'Université de Pennsylvanie.
En 1964, il publie The Measurement of Delinquency, la première étude sur l'impact du crime sur la société. Trois ans plus tard, il termine The Subculture of Violence: Towards an Integrated Theory in Criminology, qui se concentre sur les taux élevés de violence chez les Noirs et l'influence d'une sous-culture noire.
Wolfgang a écrit plus de 30 livres et 150 articles. Son ouvrage le plus célèbre, Delinquency in a Birth Cohort, a été publié en 1972. Ce livre a marqué le début d'études à grande échelle sur le crime et la délinquance. Il s'agit d'une étude de plus de 10.000 garçons nés à Philadelphie en 1945. Le but était « de déterminer quels membres de la cohorte avaient des contacts officiels avec la police, de comparer les délinquants aux non-délinquants et de retracer le volume, la fréquence et le caractère des carrières délinquantes jusqu'à 18 ans ». Les données ont révélé que sur 9.945 garçons, 3.475 avaient au moins un incident de police enregistré. D'autres statistiques ont montré que les taux de délinquants augmentaient graduellement de 7 à 11 ans, augmentaient rapidement de 11 à 16 ans et diminuaient à 17 ans. L'étude a conclu qu'un petit nombre de contrevenants étaient responsables de la plupart des infractions commises, et que « le système de justice pour mineurs a été en mesure de filtrer assez bien les délinquants purs et durs, mais il a été incapable de restreindre, de décourager ou de guérir la délinquance ».
Wolfgang a remporté de nombreux prix, dont le prix Hans Von Hentig de la Société mondiale de victimologie en 1988, le prix Edwin Sutherland de l'American Society of Criminology en 1989, la médaille d'or Beccaria de la Société allemande, autrichienne et suisse de criminologie en 1997. En 1993, le Wolfgang Criminology Award a été créé pour lui rendre hommage.
Wolfgang a passé les dernières années de sa vie à montrer son opposition à des questions telles que la peine de mort et l'utilisation d'une arme à feu contre un agresseur dans des articles tels que We Do Not Deserve to Kill et A Tribute to a View I Have Opposed, dans lequel il dit qu'il n'aime pas leurs conclusions selon lesquelles avoir une arme à feu pour se défendre « peut être utile » mais ne peut pas reprocher à leur méthodologie.
Marvin Eugene Wolfgang est décédé le 12 avril 1998 d'un cancer du pancréas. Le British Journal of Criminology a déclaré qu'il était « le criminologue le plus influent du monde anglophone ».

## Principaux travaux
- Patterns in Criminal Homicide, Philadelphie, Université de Pennsylvanie, 1958 (OCLC 832916743)
- avec Franco Ferracui : The Subculture of Violence: Towards an Integrated Theory in Criminology, Londres, Tavistock Pubs, 1967 (OCLC 222594669) ; réédition en 2001, New York, Routlege[2]
- avec Robert M Figlio et Thorsten Sellin : Delinquency in a Birth Cohort, Chicago, The University of Chicago Press, 1972  (ISBN 9780226905532).
- avec Bernard Cohen : (en) Crime and race. Conceptions and misconceptions, New York, Institute of Human Relations Press, 1979.
- (en) « A Tribute to a View I Have Opposed », Journal of Criminal Law & Criminology, vol. 86, no 1,‎ automne 1995, p. 188-192 (lire en ligne ).